# Antonivka, Solone
Antonivka (în ucraineană Антонівка) este un sat în comuna Vasîlivka din raionul Solone, regiunea Dnipropetrovsk, Ucraina.

## Demografie
Componența lingvistică a localității Antonivka
     Ucraineană (92,42%)
     Rusă (7,58%)
Conform recensământului din 2001, majoritatea populației localității Antonivka era vorbitoare de ucraineană (92,42%), existând în minoritate și vorbitori de rusă (7,58%).